# Cristóbal Montoro Romero
Cristóbal Montoro Romero (Cambil, 28 de juliol de 1950), economista i polític espanyol, va ser el ministre d'Hisenda i Funció Pública d'Espanya des de 2016 fins al 2018.
Membre del Partit Popular d'Espanya, és diputat al Congrés dels Diputats des de 2008 -abans ho havia estat entre els anys 1993-96 i 2000-04-. Va ser ministre d'Hisenda (2000-04), diputat al Parlament Europeu (2004-08) i ministre d'Hisenda i Administracions públiques d'Espanya (2011-16).

## Biografia
Casat i amb dues filles, va néixer el 28 de juliol de 1950 a Cambil (Andalusia). És doctor en Ciències Econòmiques i Empresarials per la Universitat Autònoma de Madrid i catedràtic d'Economia Aplicada (Hisenda Pública i Dret Tributari) de la Universitat de Cantàbria. Entre 1975 i 1981 va ser el sotsdirector del Banc Atlàntic i director d'Estudis de l'Institut d'Estudis Econòmics, entre 1981 i 1993.
De la mà del Partit Popular va ser diputat al Congrés dels Diputats durant la V i VI Legislatura (1993-1996) i la VII i VIII Legislatura (2000-2004), escollit a les eleccions generals de 1993 i 1996 per Madrid i a les eleccions de 2000 i 2004 per Jaén. Des de 1999 és membre del Comitè Executiu Nacional del Partit Popular d'Espanya.
A l'Administració General de l'Estat va ser secretari d'Estat d'Economia d'Espanya (1996-2000). L'any 2000 el president del Govern d'Espanya, José María Aznar, el va nomenar ministre d'Hisenda, càrrec que va exercir entre el 2000 i el 2004.
Entre 2004 i 2008 va ser eurodiputat al Parlament Europeu.
Va tornar a ser diputat al Congrés l'any 2008 -durant la IX, X, XI i XII Legislatura-, escollit el 2008, 2015 i 2016 per Madrid i per Sevilla als comicis de 2011. Durant la IX Legislatura (2008-2011) va ser el portaveu d'Economia del Grup Parlamentari Popular i entre 2008 i 2012 va ser el coordinador d'Economia del Partit Popular.
En el primer mandat de Mariano Rajoy com a president del Govern d'Espanya va ser nomenat ministre d'Hisenda i Administracions Públiques (2011-2016). Les seves responsabilitats ministerials les va exercir en funcions durant la XI Legislatura (2016) -finalitzada abans d'hora a causa de la incapacitat del Congrés dels Diputats per escollir president del Govern- i l'inici de la XII.
Durant el segon mandat de Rajoy va ser nomenat ministre d'Hisenda i Funció Pública, càrrec del qual va prendre possessió el 4 de novembre de 2016.
En ambdós períodes del govern del Partit Popular, Cristóbal Montoro, juntament amb altres ministres com el d'economia Luis de Guindos, van haver de liderar importants processos de reducció del dèficit mitjançant retallades pressupostàries, privatitzacions i reformes econòmiques. Sota les indicacions de la Comissió Europea i el FMI es van dur a terme importants ajustos que impedien a les administracions locals i regionals endeutar-se significativament, aquestes van arribar al 2018 a complir amb els objectius de dèficit imposats, però no fou el cas de l'administració central de l'estat.
En dur-se a terme la moció de censura contra Mariano Rajoy finalitza la seva etapa d'estreta vinculació política.

### Investigació per tràfic d'influències
El 2023 apareix com a investigat en una causa en un jutjat de Tarragona. Segons uns correus electrònics podria haver dut a terme tràfic d'influències per tal d'afavorir empreses privades que haurien aconseguit rebaixes fiscals i legislació feta a mida quan ell era Ministre d'Hisenda. El juliol de 2025 queda formalment imputat, juntament amb altres alts càrrecs del seu ministeri i empreses gasistes com Air Liquide, Messer, Praxair, Carburos Metálicos, etc. Que haurien abonat diners a un despatx d'advocats fundat per Montoro.

## Distincions

### Distincions honorífiques espanyoles
- Cavaller del Reial i Distingit Orde Espanyol de Carles III, gran creu (19 d'abril de 2004).[19]
- Cavaller del Orde d'Isabel la Catòlica, gran creu (4 d'agost de 2018).[20] En aquests dos governs va ser